# جون فيتزجيرالد (لاعب كرة قدم أمريكية أمريكي)
جون فيتزجيرالد (بالإنجليزية: John Fitzgerald)‏ هو لاعب كرة قدم أمريكية أمريكي، ولد في 14 أبريل 1975 في أوكلاهوما في الولايات المتحدة.